# Selenocosmia hirtipes
Selenocosmia hirtipes é uma espécie de aranha pertencente à família Theraphosidae (tarântulas).